# برته
برته (بُرته یا بَرته) در شاهنامه مبارزی ایرانی از تبار توابه است که در جنگ دوازده رخ هماورد کهرم پهلوان تورانی بود و او را در میدان نبرد کشت.

## برته در شاهنامه
از برته برای نخستین بار در جنگ دوازده رخ نام برده شده است، که رویاروی کهرم برای جنگ تن به تن قرار می‌گیرد:
| ابا بیژن گیو رویین گرد     |  | به جنگ از جهان روشنایی ببرد |
| چو او خواست با زنگه شاوران |  | دگر برته با کهرم از یاوران  |

تا اینکه در جنگ دهم از دوازده جنگ رویارو نوبت به برته با کهرم پهلوان تورانی می‌رسد :
| دهم برته با کهرم تیغ زن       |  | دو خونی و هر دو سر انجمن   |
| یکایک بپیچند از او برته روی   |  | یکی تیغ زد بر سر و ترگ آوی |
| که تا سینه کهرم به دو نیم کرد |  | زدشمن دل برته بی بیم گشت   |

پس از آن هم در جنگ بزرگ کیخسرو با افراسیاب برته در کنار دیگر رزمندگان در لشکری که به گیو پسر گودرز سپرده شده بود در تلاش و تکاپوست:
| به یاری به پشت سپهدار گیو  |  | برفتند گُردان بیدار و نیو   |
| فرستاد بر میمنه ده هزار    |  | دلاور سواران خنجرگذار      |
| سپه ده هزار از دلیران گرد  |  | پس پشت گودرز کشواد برد     |
| دمادم بشد برته تیغ زن      |  | ابا کوهیار اندر آن انجمن   |
| به مردی شود جنگ را یار گیو |  | سپاهی سر افراز و گردان نیو |